# Kanalstufe

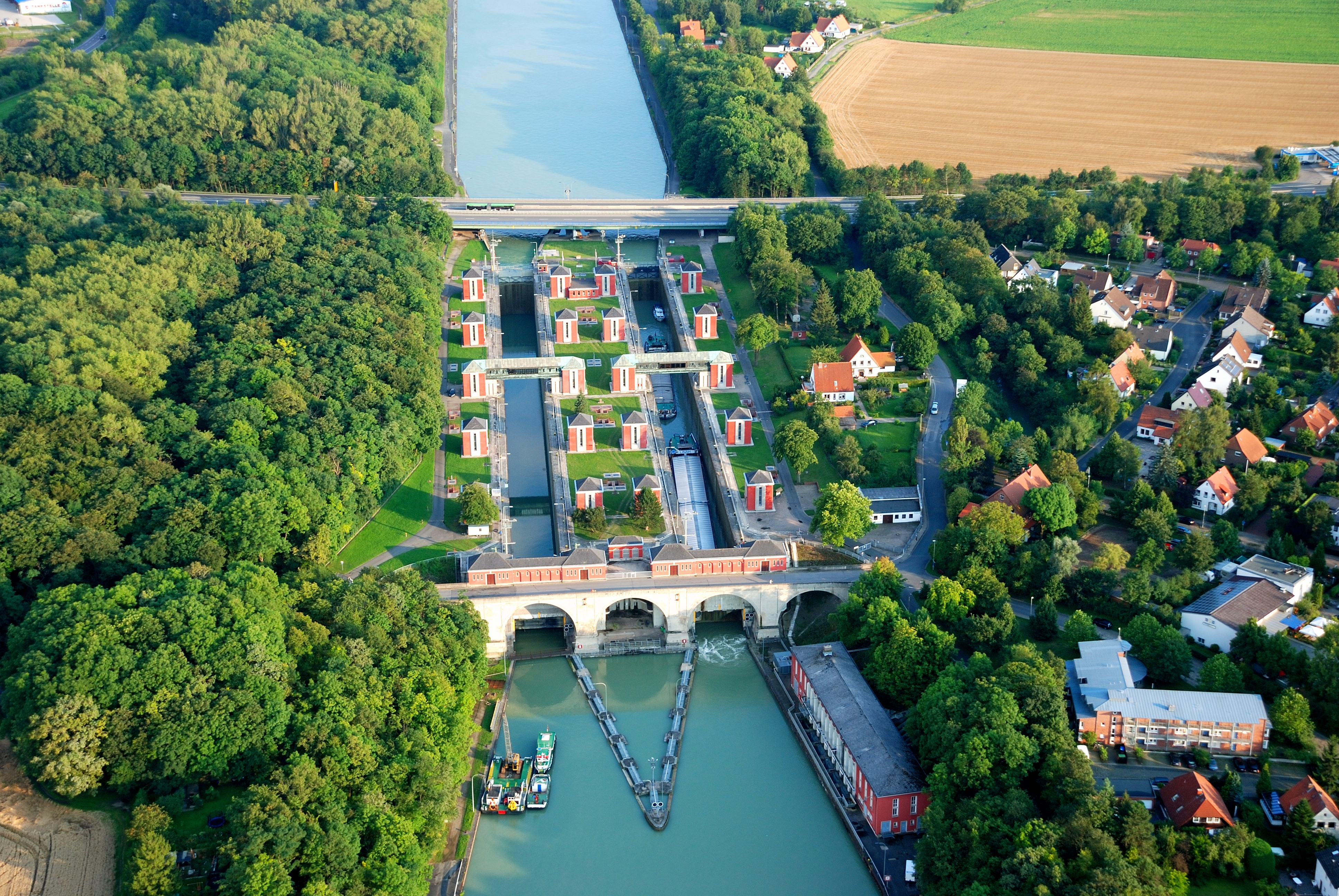
Schleuse Anderten im Mittellandkanal als künstliche Fallstufe in einem Wasserkanal

Eine Kanalstufe ist eine künstliche Fallstufe in einem Wasserkanal. Die generell mit Fallstufe bezeichnete Unterbrechung des Wasserspiegels in einem Gewässer bzw. die Entstehung eines Niveauunterschiedes an der Stelle der Unterbrechung (zwischen unterer und oberer Haltung) ist hier durch den Einbau von Querbauwerken verursacht. Diese sind bei schiffbaren Kanälen die Schleusen, Schiffshebewerke oder andere Aufstiegsbauwerke, bei nicht schiffbaren sind es die Wehre.